# Ratanakul Prutirat
Ratanakul Prutirat Serireongrith (Thai: พฤฒิรัตน์ รัตนกุล เสรีเริงฤทธิ์, Aussprache: [pʰrʉt.ti.rat rat.ta.na.kun se.riː.rəŋ.rit]; * 19. Juli 1957) ist ein ehemaliger thailändischer Automobilrennfahrer.

## Karriere
1996 war Prutirat an einem Rennwochenende der International Touring Car Championship (ITC), der Nachfolgeserie der Deutschen Tourenwagen-Meisterschaft gemeldet. In einer, von Persson Motorsport eingesetzten Mercedes-Benz C-Klasse versuchte er sich auf der Rennstrecke des Fliegerhorstes Diepholz zu qualifizieren, scheiterte jedoch.
Zwischen 1996 und 1998 war er in verschiedenen GT-Rennserien am Start.
2002 nahm er für Schubert Motorsport in einem BMW 320i an Rennen in der Deutschen Tourenwagen Challenge teil und konnte dort in vier Rennen 62 Punkte einfahren. Dies bescherte ihm am Saisonende den 19. Gesamtrang im Klassement. 2003 blieb er in der DTC, zwar auch in einem BMW 320i jedoch wechselte er das Team zu ER Competition und wurde mit 93 Punkten wurde er 14.
Seine letzte Saison war 2005 in der Asiatischen Tourenwagen-Meisterschaft. Für Engstler Motorsport fuhr er in sechs Rennen wieder in einem BMW 320i. Mit drei Podestplätzen wurde er Fünfter der Gesamtwertung.

## Statistik

### Einzelergebnisse in der DTM
| Saison | Team               | Hersteller | 1   | 2   | 3   | 4   | 5   | 6   | 7   | 8   | 9   | 10  | 11  | 12  | 13  | Punkte | Rang |
| ------ | ------------------ | ---------- | --- | --- | --- | --- | --- | --- | --- | --- | --- | --- | --- | --- | --- | ------ | ---- |
| 1996   | Persson Motorsport | Mercedes   | HO1 | NÜ1 | EST | HEL | NOR | DIE | SIL | NÜ2 | MAG | MUG | HO2 | SAO | SUZ | –      | —    |
| 1996   | Persson Motorsport | Mercedes   |     |     | DNQ |     |     |     |     |     |     |     |     |     |     | –      | —    |

| Legende  | Legende            | Legende                                                          |
| Farbe    | Abkürzung          | Bedeutung                                                        |
| -------- | ------------------ | ---------------------------------------------------------------- |
| Gold     | –                  | Sieg                                                             |
| Silber   | –                  | 2. Platz                                                         |
| Bronze   | –                  | 3. Platz                                                         |
| Grün     | –                  | Platzierung in den Punkten                                       |
| Blau     | –                  | Klassifiziert außerhalb der Punkteränge                          |
| Violett  | DNF                | Rennen nicht beendet (did not finish)                            |
| Violett  | NC                 | nicht klassifiziert (not classified)                             |
| Rot      | DNQ                | nicht qualifiziert (did not qualify)                             |
| Rot      | DNPQ               | in Vorqualifikation gescheitert (did not pre-qualify)            |
| Schwarz  | DSQ                | disqualifiziert (disqualified)                                   |
| Weiß     | DNS                | nicht am Start (did not start)                                   |
| Weiß     | WD                 | zurückgezogen (withdrawn)                                        |
| Hellblau | PO                 | nur am Training teilgenommen (practiced only)                    |
| Hellblau | TD                 | Freitags-Testfahrer (test driver)                                |
| ohne     | DNP                | nicht am Training teilgenommen (did not practice)                |
| ohne     | INJ                | verletzt oder krank (injured)                                    |
| ohne     | EX                 | ausgeschlossen (excluded)                                        |
| ohne     | DNA                | nicht erschienen (did not arrive)                                |
| ohne     | C                  | Rennen abgesagt (cancelled)                                      |
| ohne     | keine WM-Teilnahme |                                                                  |
| sonstige | P/fett             | Pole-Position                                                    |
| sonstige | 1/2/3/4/5/6/7/8    | Punktplatzierung im Sprint-/Qualifikationsrennen                 |
| sonstige | SR/kursiv          | Schnellste Rennrunde                                             |
| sonstige | *                  | nicht im Ziel, aufgrund der zurückgelegten Distanz aber gewertet |
| sonstige | ()                 | Streichresultate                                                 |
| sonstige | unterstrichen      | Führender in der Gesamtwertung                                   |